# Athyrium schimperi
Athyrium schimperi är en majbräkenväxtart. Athyrium schimperi ingår i släktet Athyrium och familjen Athyriaceae.

## Underarter
Arten delas in i följande underarter:
- A. s. biserrulatum
- A. s. schimperi